# 李昌錫
李昌錫（イ チャンソク、이창석、1996年4月27日-）は、韓国の囲碁棋士。ソウル市出身、韓国棋院所属、九段。クラウン・ヘテ杯優勝、三星火災杯世界囲碁マスターズベスト8など。

## 経歴
9歳で囲碁を学び、張秀英囲碁道場に所属、2009年に韓国棋院研究生となる。2012年グリーンピア名人戦中高生囲碁大会優勝。2013年にMlily夢百合杯世界囲碁オープン戦出場。2014年韓国中高連盟会長杯高等最強部優勝。2015年初段。同年二段、フューチャーズリーグ及び韓国囲碁リーグ出場、未来の星新鋭最強戦リーグ出場。2016年三段。2017年四段。
2018年GSカルテックス杯ベスト16。2019年クラウン・ヘテ杯準優勝、五段。2020年GSカルテックス杯ベスト8、六段。2021年クラウン・ヘテ杯決勝三番勝負で宋知勲を2-1で破り優勝し、これにより七段昇段、ソパルコサノル最高棋士決定戦リーグ出場、牛膝鳳爪韓国棋院選手権戦リーグ出場、2021年三星火災杯ベスト8、八段。2022年安東市白岩杯ベスト4。2023年九段。202LG杯世界棋王戦ベスト16。
2021-22年中国乙級リーグ、2023-24年甲級リーグに山西チームなどで出場。
韓国囲碁棋士ランキングでは2021年8位、2024年12位。

### タイトル歴
- クラウン・ヘテ杯 2021年

### 他の成績
国際棋戦
- 三星火災杯世界囲碁マスターズ 2021年ベスト8

国内棋戦、その他
- クラウン・ヘテ杯 2020年準優勝
- ソパルコサノル最高棋士決定戦リーグ 2021年 3-5（5位）、2022年 5-3（3位）、2023年 5-3（2位）、2024年 5-3（3位）
- 牛膝鳳爪韓国棋院選手権戦リーグ 2022年 2-3（8位）
- 韓国囲碁リーグ
  - 2015年（正官庄皇眞丹）2-2
  - 2016年（BGFリテールCU）2-3
  - 2017年（BGFリテールCU）9-5
  - 2018年（BGF）2-7
  - 2019-20年（ポスコケムテク）4-11
  - 2020-21年（ポスコケムテク）9-5
  - 2021-22年（ポスコケミカル）10-5
  - 2022-23年（ウォンイク）12-5
  - 2023-24年（蔚山高麗亜鉛）8-5
  - 2024-25年（蔚山高麗亜鉛）
- 中国囲棋リーグ
  - 2021年乙級（山西元工弘奕）5-3
  - 2022年乙級（山西元工弘奕）4-4
  - 2023年甲級（加加食品天津）6-7
  - 2024年甲級（山西元工弘奕）5-5

## 注
1. ↑  新浪体育「韩媒：围乙韩国外援战绩 26胜13负」2022.7.22
2. ↑  搜狐网「国外棋院乐了，偰玹準、李昌锡，帮助本地、山西晋升围甲联赛？」2022.11.26